# 白市驛周氏坊
29°29′37.11″N 106°21′58.41″E / 29.4936417°N 106.3662250°E
白市驛周氏坊，全稱“旌表歲進士董經之妻周氏坊”，位於重慶市九龍坡區白市驛鎮（舊屬巴縣）北500米（106°21'58.41"东、 29°29'37.11"北），修建於乾隆二十年(1755年)，是一座節孝牌坊，1986年登录为巴縣文物保護單位。1995年3月白市驛鎮改归九龍坡區管辖。2011年，周氏坊重新登录为为九龙坡区文物保护单位之一。
旌表牌坊是中國社會中特有的表揚性建築，藉以教化人心，多建在舊時的官道。白市驛周氏坊亦為其中之一，位於重慶到成都的古道上。

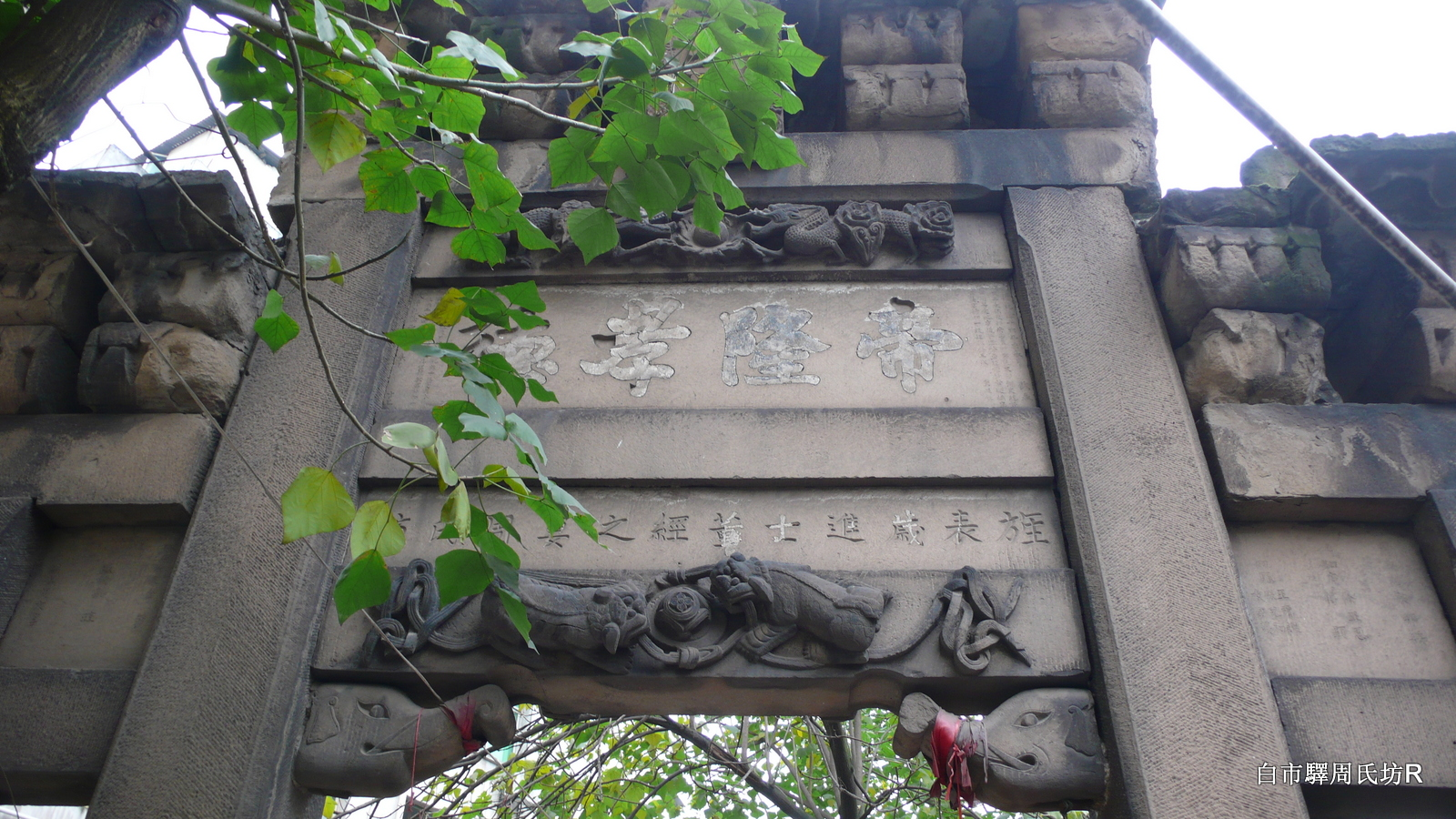
白市驛周氏坊

## 牌坊介紹[2]
石質仿木結均.重檐山頂· 頂中有寶珠，脊端有吻獸，檐下施斗栱五朵，次間各施斗栱兩朵。坊身、斗栱及部分額坊上有淺浮雕圖案·額坊上有『帝隆孝德』、「天賜慈齡」等文字，落款為"大清乾隆二十年(1755年)仲春月吉旦"。坊柱呈八棱形，柱徑0.6米，柱腳有圓雕夾杆石。坊為四柱三間，面闊7.4米，通高7.5米。

## 牌坊文字
- 牌坊向東面額坊：中書“帝隆孝德”，向西面額坊：中書“天賜慈齡”
- 額坊右均為“大清乾隆十六年季春月，欽奉太子太保吏部尚書兼都察院右都御史總督四川等處地方提督軍務兼理糧餉管巡撫事世襲雲騎加一級紀錄拾三次黃廷桂”
- 額坊左均為“四川承宣布政使司布政使紀錄二次覺羅齊格、四川提刑按察使司按察使總理銅政軍功加一級紀錄二十四次周琬、大清乾隆二十年仲春月吉旦”
- 額坊下為：“旌表歲進士董經之妻周氏坊”
- 次間右為：“四川東道宋邦綏，知府徐正恩、傅顯，知縣王爾鑑、張兌和、袁錫夔”
- 次間左為：“分縣左堂金藩，教諭劉瑄，訓導楊文言”

## 坊主
白市驛周氏坊的坊主貢生董經之妻周氏，在同治《巴縣志》中有載：「董節婦，周氏，貢生董經妻，歸八載經歿，三子俱幼，家貧姑老，女紅度日，摒擋一門，老幼婚喪，苦節三十六年，旌表入祠」。